# Хосе Мария Минелья (стадион)
Эстадио Хосе Мария Минелья (исп. Estadio José María Minella) — стадион, расположенный в городе Мар-дель-Плата (Аргентина).
Стадион был построен в 1976 году для проведения на нём игр Чемпионата мира по футболу 1978 года. Вместимость стадиона составляет 35 354 зрителя, в то же время не для всего этого количества предусмотрены сидячие места, как и у многих аргентинских стадионов. Стадион назван в честь Хосе Марии Минельи, местного уроженца и известного полузащитника в 1930-е и 1940-е годы клуба «Ривер Плейт» и сборной Аргентины, позднее тренировавшего «Ривер Плейт» с 1945 по 1959 год в один из его самых успешных периодов в истории клуба.
Из-за того, что в Мар-дель-Плате нет ни одной команды, выступающей в главной аргентинской лиге, стадион используется командами низших лиг, а также ведущими клубами Аргентины во время летних турниров. На стадионе также проводятся различные фестивали и концерты.
Среди множества музыкальных событий, происходивших на Эстадио Хосе Мария Минелья, выделяются концерт британского рок-певца Рода Стюарта в рамках тура Out of Order Tour, данный 25 февраля 1989 года, и концерт мексиканского исполнителя Луиса Мигеля, состоявшийся 2 декабря 1994 года во время его тура Segundo Romance Tour.
24 февраля 1993 года стадион принимал у себя второй и последний Кубок Артемио Франки между действующим тогда обладателем Кубка Америки сборной Аргентины и чемпионом Европы сборной Дании.

## Матчи чемпионата мира 1978
В рамках чемпионата мира на арене были проведены шесть матчей группового этапа чемпионата.
| дата    | стадия   | соперники          | результат | кол-во зрителей |
| ------- | -------- | ------------------ | --------- | --------------- |
| 2 июня  | группа 1 | Италия — Франция   | 2-1       | 38 100          |
| 3 июня  | группа 3 | Бразилия — Швеция  | 1-1       | 32 569          |
| 6 июня  | группа 1 | Италия — Венгрия   | 3-1       | 26 533          |
| 7 июня  | группа 3 | Бразилия — Испания | 0-0       | 34 771          |
| 10 июня | группа 1 | Франция — Венгрия  | 3-1       | 23 127          |
| 11 июня | группа 3 | Бразилия — Австрия | 1-0       | 35 221          |